# Dursun Ali Erbaş
Dursun Ali Erbaş (Eğribaş) (1933 – 23. srpna 2014 Istanbul) byl turecký zápasník, bronzový olympijský medailista z roku 1956.

## Sportovní kariéra
Narodil se na vyrostl v obci Yapraklar nedaleko İyidere v provincii Rize. Od mala se věnoval tradičnímu tureckému zápasu karakucak. V 15 letech přijel do Istanbulu pracovat a ve volném čase se věnoval tréninkům olympijského zápasu v tělocvičně ve čtvrti Eyüp. V roce 1951 narukoval do armády a po návratu se v roce 1954 dostal do turecké reprezentace v klasickém stylu.
V roce 1956 startoval v klasickém stylu na olympijských hrách v Melbourne v muší váze do 52 kg. V úvodním kole prohrál s Italem Ignaziem Fabrou těsným verdiktem 1–2. Ve čtvrtém kole porazil leningradského Nikolaje Solovjova ze Sovětského svazu a se 4 negativními klasifikačními body postoupil do tříčlenného finále s Italem Fabrou a Sovětem Solovjovem. S oběma měl již zápas za sebou a čekal na závěrečný zápas Itala se Sovětem. Ve hře byly tři varianty – v případě jakéhokoliv vítězství Itala nad Sovětem by bral stříbrnou olympijskou medaili, v případě vítězství Sověta nad Italem verdiktem sudích by se stal olympijským vítězem. Sovět Solovjov však Itala Fabru porazil na lopatky a to znamenalo, že Erbaş bral pouze bronzovou olympijskou medaili.
V dalších letech bojoval o post reprezentační jedničky ve váze do 52 kg. V roce 1960 se do turecké olympijské nominace na olympijské hry v Římě nevešel. Sportovní kariéru ukončil v roce 1965. Věnoval se práci obchodníka. Zemřel v roce 2014. Ve městě İyidere je po něm pojmenována sportovní hala.

## Výsledky

### Řecko-římský styl
| Turnaj            | 1956 | 1957 | 1958 |
| Turnaj            | 23   | 24   | 25   |
| Turnaj            | −52  | −52  | −52  |
| ----------------- | ---- | ---- | ---- |
| Olympijské hry    | 3.   |      |      |
| Mistrovství světa |      |      | úč.  |

### Olympijské hry a mistrovství světa
| Olympijské hry a mistrovství světa                | Olympijské hry a mistrovství světa                | Olympijské hry a mistrovství světa                | Olympijské hry a mistrovství světa                | Olympijské hry a mistrovství světa                | Olympijské hry a mistrovství světa                | Olympijské hry a mistrovství světa                | Olympijské hry a mistrovství světa                | Olympijské hry a mistrovství světa                | Olympijské hry a mistrovství světa                | Olympijské hry a mistrovství světa                |
| Kolo                                              | Výsledek                                          | Bilance                                           | Soupeř                                            | Výsledek                                          | NKB                                               | ∑NKB                                              | Styl                                              | Datum                                             | Turnaj                                            | Místo                                             |
| 1958 Mistrovství světa do 52 kg v klasickém stylu | 1958 Mistrovství světa do 52 kg v klasickém stylu | 1958 Mistrovství světa do 52 kg v klasickém stylu | 1958 Mistrovství světa do 52 kg v klasickém stylu | 1958 Mistrovství světa do 52 kg v klasickém stylu | 1958 Mistrovství světa do 52 kg v klasickém stylu | 1958 Mistrovství světa do 52 kg v klasickém stylu | 1958 Mistrovství světa do 52 kg v klasickém stylu | 1958 Mistrovství světa do 52 kg v klasickém stylu | 1958 Mistrovství světa do 52 kg v klasickém stylu | 1958 Mistrovství světa do 52 kg v klasickém stylu |
| 1956 Olympijské hry do 52 kg v klasickém stylu    | 1956 Olympijské hry do 52 kg v klasickém stylu    | 1956 Olympijské hry do 52 kg v klasickém stylu    | 1956 Olympijské hry do 52 kg v klasickém stylu    | 1956 Olympijské hry do 52 kg v klasickém stylu    | 1956 Olympijské hry do 52 kg v klasickém stylu    | 1956 Olympijské hry do 52 kg v klasickém stylu    | 1956 Olympijské hry do 52 kg v klasickém stylu    | 1956 Olympijské hry do 52 kg v klasickém stylu    | 1956 Olympijské hry do 52 kg v klasickém stylu    | 1956 Olympijské hry do 52 kg v klasickém stylu    |
| ------------------------------------------------- | ------------------------------------------------- | ------------------------------------------------- | ------------------------------------------------- | ------------------------------------------------- | ------------------------------------------------- | ------------------------------------------------- | ------------------------------------------------- | ------------------------------------------------- | ------------------------------------------------- | ------------------------------------------------- |
| 4. kolo (F*)                                      | vítězství                                         |                                                   | Nikolaj Solovjov (URS)                            | verdikt 3-0 (15:00)                               | 1                                                 | 4 (F)                                             | Zápas řecko-římský                                | 3.-6. prosince 1956                               | Olympijské hry                                    | Melbourne, Austrálie                              |
| 3. kolo                                           | vítězství                                         |                                                   | Dick Wilson (USA)                                 | lopatky (6:00)                                    | 0                                                 | 3                                                 | Zápas řecko-římský                                | 3.-6. prosince 1956                               | Olympijské hry                                    | Melbourne, Austrálie                              |
| 2. kolo                                           | vítězství                                         |                                                   | Monty Hakansson (AUS)                             | lopatky (1:45)                                    | 0                                                 | 3                                                 | Zápas řecko-římský                                | 3.-6. prosince 1956                               | Olympijské hry                                    | Melbourne, Austrálie                              |
| 1. kolo (F*)                                      | prohra                                            |                                                   | Ignazio Fabra (ITA)                               | verdikt 1-2 (15:00)                               | 3                                                 | 3 [3 (F)]                                         | Zápas řecko-římský                                | 3.-6. prosince 1956                               | Olympijské hry                                    | Melbourne, Austrálie                              |